# World Series 1967
Die World Series 1967 war die 64. Auflage des Finals der Major League Baseball. Es standen sich die Meister der American League, die Boston Red Sox, und der Champion der National League, die St. Louis Cardinals, gegenüber. Die Best-Of-Seven-Serie startete am 4. Oktober und endete am 12. Oktober 1967. Sieger nach sieben Spielen wurden die St. Louis Cardinals mit 4:3, die damit ihre achte World Series gewinnen konnten.
Als MVP der Serie wurde zum zweiten Mal nach 1964 St. Louis Pitcher Bob Gibson ausgezeichnet.

## Übersicht der Spiele
| Spiel | Datum            | Gast                | Score | Heim                | Score | Gesamtstand (STL-BOS) | Ballpark               | Zuschauer |
| ----- | ---------------- | ------------------- | ----- | ------------------- | ----- | --------------------- | ---------------------- | --------- |
| 1     | 4. Oktober 1967  | St. Louis Cardinals | 2     | Boston Red Sox      | 1     | 1–0                   | Fenway Park            | 34.796    |
| 2     | 5. Oktober 1967  | St. Louis Cardinals | 0     | Boston Red Sox      | 5     | 1–1                   | Fenway Park            | 35.188    |
| 3     | 7. Oktober 1967  | Boston Red Sox      | 2     | St. Louis Cardinals | 5     | 2–1                   | Busch Memorial Stadium | 54.575    |
| 4     | 8. Oktober 1967  | Boston Red Sox      | 0     | St. Louis Cardinals | 6     | 3–1                   | Busch Memorial Stadium | 54.575    |
| 5     | 9. Oktober 1967  | Boston Red Sox      | 3     | St. Louis Cardinals | 1     | 3–2                   | Busch Memorial Stadium | 54.575    |
| 6     | 11. Oktober 1967 | St. Louis Cardinals | 4     | Boston Red Sox      | 8     | 3–3                   | Fenway Park            | 35.188    |
| 7     | 12. Oktober 1967 | St. Louis Cardinals | 7     | Boston Red Sox      | 2     | 4–3                   | Fenway Park            | 35.188    |

## Die Spiele im Einzelnen

### Spiel 1
| Team      | 1 | 2 | 3 | 4 | 5 | 6 | 7 | 8 | 9 | R | H  | E |
| --------- | - | - | - | - | - | - | - | - | - | - | -- | - |
| St. Louis | 0 | 0 | 1 | 0 | 0 | 0 | 1 | 0 | 0 | 2 | 10 | 0 |
| Boston    | 0 | 0 | 1 | 0 | 0 | 0 | 0 | 0 | 0 | 1 | 6  | 0 |

WP: Bob Gibson (1–0)   LP: José Santiago (0–1)  

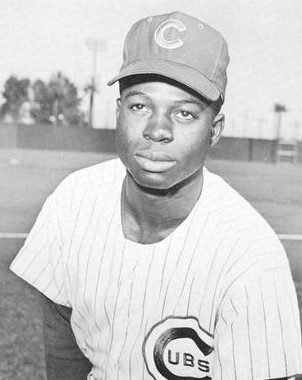
Lou Brock erzielte beide Runs der Cardinals in Spiel 1

Pitcher Bob Gibson startete in Spiel 1 für die Cardinals, sein Gegenüber war der erst 21-jährige José Santiago aus Puerto Rico. Im dritten Inning gelang Lou Brock der erste Run der World Series, welcher die Cardinals mit 1:0 in Front brachte. Die Red Sox konnten unmittelbar ausgleichen, nachdem Santiago einen Home Run schlug. Im Anschluss daran ließ Gibson so gut wie nichts mehr zu und konnte bis zum Ende der Partie ohne weiteren Earned Run. Der entscheidende Run im siebten Inning zum 2:1 Entstand für die Cardinals gelang erneut Lou Brock.

### Spiel 2
| Team      | 1 | 2 | 3 | 4 | 5 | 6 | 7 | 8 | 9 | R | H | E |
| --------- | - | - | - | - | - | - | - | - | - | - | - | - |
| St. Louis | 0 | 0 | 0 | 0 | 0 | 0 | 0 | 0 | 0 | 0 | 1 | 1 |
| Boston    | 0 | 0 | 0 | 1 | 0 | 1 | 3 | 0 | X | 5 | 9 | 0 |

WP: Jim Lonborg (1–0)   LP: Dick Hughes (0–1)  

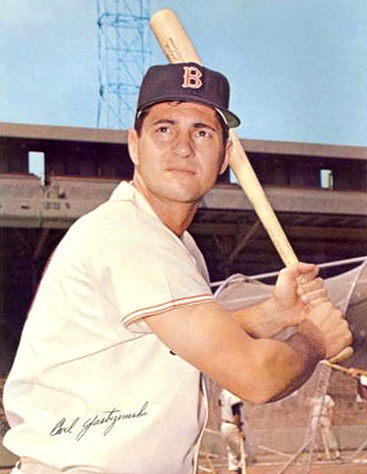
Carl Yastrzemski gelangen vier RBI in Spiel 2

In Spiel 2 kam erstmals in der Serie Bostons Star-Pitcher Jim Lonborg zum Einsatz, der in der Regular Season mit 22 Wins die American League anführte. Lonborg spielte ein nahezu perfektes Spiel und ließ nur einen Hit, sowie einen Walk zu. Offensiv stach bei den Red Sox Carl Yastrzemski heraus, der mit einem Single Home Run im vierten Inning und einem Three Run Home Run im siebten Inning alleine vier RBI zum letztendlich klaren 5:0-Sieg beisteuerte.

### Spiel 3
| Team      | 1 | 2 | 3 | 4 | 5 | 6 | 7 | 8 | 9 | R | H  | E |
| --------- | - | - | - | - | - | - | - | - | - | - | -- | - |
| Boston    | 0 | 0 | 0 | 0 | 0 | 1 | 1 | 0 | 0 | 2 | 7  | 1 |
| St. Louis | 1 | 2 | 0 | 0 | 0 | 1 | 0 | 1 | X | 5 | 10 | 0 |

WP: Nelson Briles (1–0)   LP: Gary Bell (0–1)  
Nach einem freien Tag war Spiel 3 das Erste der Serie in St. Louis. Die Cardinals kamen nach schlechter Offensivleistung in Spiel 2 stark ins Spiel, punkteten in den ersten beiden Innings und gingen schnell 3:0 in Front. Im sechsten Inning konnten die Red Sox auf 1:3 verkürzen, noch im gleichen Spielabschnitt konnten die Cardinals erneut auf 4:1 erhöhen. Durch einen Home Run von Reggie Smith im siebten Inning kamen die Red Sox erneut auf zwei Runs an die Cardinals heran. Den Schlusspunkt der Partie setzten aber erneut die Cardinals, die im achten Inning den 5:2-Endstand herstellten.

### Spiel 4
| Team      | 1 | 2 | 3 | 4 | 5 | 6 | 7 | 8 | 9 | R | H | E |
| --------- | - | - | - | - | - | - | - | - | - | - | - | - |
| Boston    | 0 | 0 | 0 | 0 | 0 | 0 | 0 | 0 | 0 | 0 | 5 | 0 |
| St. Louis | 4 | 0 | 2 | 0 | 0 | 0 | 0 | 0 | X | 6 | 9 | 0 |

WP: Bob Gibson (2–0)   LP: José Santiago (0–2)  
Spiel 4 war das zweite Duell der Pitcher Bob Gibson und José Santiago. Die Cardinals starteten Furios und führten bereits nach dem ersten Inning mit 4:0. Für Santiago war die Partie bereits nach zwei Drittel des ersten Innings zu Ende. Im dritten Spielabschnitt erhöhten die Cardinals durch zwei weitere Runs auf 6:0, was bereits der Endstand der Partie war. Die Cardinals hatten somit die Chance bereits in Spiel 5 vor heimischem Publikum mit einem Sieg die World Series für sich zu entscheiden.

### Spiel 5
| Team      | 1 | 2 | 3 | 4 | 5 | 6 | 7 | 8 | 9 | R | H | E |
| --------- | - | - | - | - | - | - | - | - | - | - | - | - |
| Boston    | 0 | 0 | 1 | 0 | 0 | 0 | 0 | 0 | 2 | 3 | 6 | 1 |
| St. Louis | 0 | 0 | 0 | 0 | 0 | 0 | 0 | 0 | 1 | 1 | 3 | 2 |

WP: Jim Lonborg (2–0)   LP: Steve Carlton (0–1)  
Jim Lonborg startet im möglicherweise entscheidenden Spiel 5 zum zweiten Mal als Pitcher der Red Sox. Bei den Cardinals stand erstmals in der Serie Steve "Lefty" Carlton auf dem Mound. In einem relativ ereignisarmen Spiel gingen die Red Sox nach einem Error von St. Louis Third Baseman Mike Shannon mit 1:0 in Führung. Im Schlussabschnitt konnten die Red Sox die Führung auf 3:0 ausbauen und konnten, da die Cardinals nur noch zu einem Run kamen, in der Serie auf 2:3 Siege verkürzen.

### Spiel 6
| Team      | 1 | 2 | 3 | 4 | 5 | 6 | 7 | 8 | 9 | R | H  | E |
| --------- | - | - | - | - | - | - | - | - | - | - | -- | - |
| St. Louis | 0 | 0 | 2 | 0 | 0 | 0 | 2 | 0 | 0 | 4 | 8  | 0 |
| Boston    | 0 | 1 | 0 | 3 | 0 | 0 | 4 | 0 | X | 8 | 12 | 1 |

WP: John Wyatt (1–0)   LP: Jack Lamabe (0–1)  SV: Gary Bell (1)  

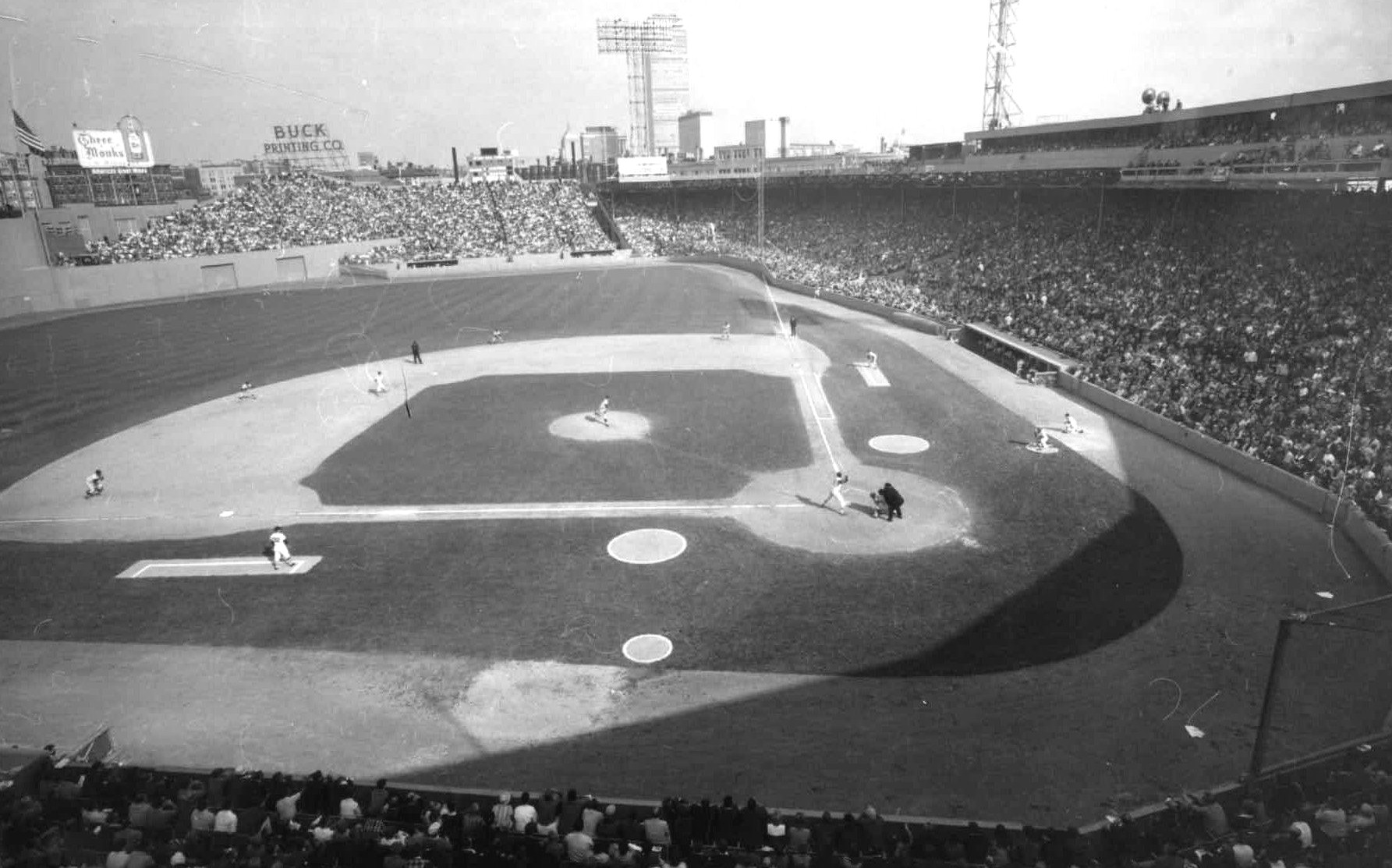
Der Fenway Park während der World Series 1967

Nach einem weiteren Reisetag fand Spiel 6 wieder in Boston statt. Die Red Sox gingen mit Rookie Pitcher Gary Waslewski ins Spiel, der während der Regular Season nur in Zwölf Spielen zum Einsatz kam. Ihm gegenüber stand Dick Hughes. Die Red Sox gingen im zweiten Inning durch einen Home Run über das sogenannte „grüne Monster“, die Mauer hinter dem linken Outfield im Fenway Park, von Rico Petrocelli mit 1:0 in Front. Im dritten Inning drehten die Cardinals das Spiel mit zwei Runs, bevor die Red Sox im vierten Inning die Führung mit drei weiteren Runs zurückeroberten. Im siebten Inning glichen die Cardinals vorerst mit zwei Runs aus, der Gastgeber legte wiederum mit vier Runs nach und stellte den Endstand von 8:4 her. Der Sieger der World Series musste demnach in einem entscheidenden siebten Spiel ermittelt werden.

### Spiel 7
| Team      | 1 | 2 | 3 | 4 | 5 | 6 | 7 | 8 | 9 | R | H  | E |
| --------- | - | - | - | - | - | - | - | - | - | - | -- | - |
| St. Louis | 0 | 0 | 2 | 0 | 2 | 3 | 0 | 0 | 0 | 7 | 10 | 1 |
| Boston    | 0 | 0 | 0 | 0 | 1 | 0 | 0 | 1 | 0 | 2 | 3  | 1 |

WP: Bob Gibson (3–0)   LP: Jim Lonborg (2–1)  

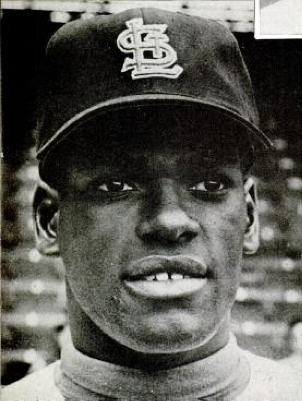
Bob Gibson, MVP der World Series 1967

Im entscheidenden Spiel 7 trafen erstmals die beiden Star-Pitcher Bob Gibson und Jim Lonborg aufeinander. Im dritten Inning kam Lonborg in Schwierigkeiten, ließ drei Hits der Cardinals zu und verschuldete letztendlich zwei Runs durch einen Wild Pitch. Im fünften Inning erhöhten die Cardinals dank eines Home Run von Gibson und zwei Stolen Bases von Lou Brock auf 4:0. Die Red Sox verkürzten noch auf 1:4, doch die Cardinals legten durch einen Three Run Home Run von Julián Javier im sechsten Inning nach und gingen damit 7:1-Führung. Bostons zweiter Run des Spiels im achten Inning war nicht mehr von Bedeutung. Die Cardinals gewannen dank des 7:2-Erfolgs ihre bis dato achte World Series.

### Zusammenfassung der Ergebnisse
| Team                | 1 | 2 | 3 | 4 | 5 | 6 | 7 | 8 | 9 | R  | H  | E |
| ------------------- | - | - | - | - | - | - | - | - | - | -- | -- | - |
| St. Louis Cardinals | 5 | 2 | 7 | 0 | 2 | 4 | 3 | 1 | 1 | 25 | 51 | 4 |
| Boston Red Sox      | 0 | 1 | 2 | 4 | 1 | 2 | 8 | 1 | 2 | 21 | 48 | 4 |

In Summe sahen 304.085 Zuschauer die sieben Spiele, woraus sich ein Zuschauerschnitt von 43.441 ergibt.